# Explorer 2

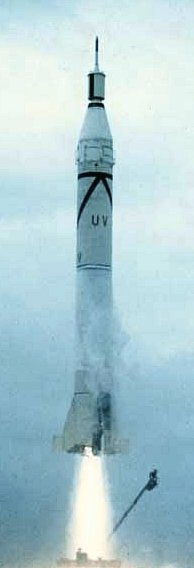
Le lancement du satellite Explorer 2.

Explorer 2 doit être une répétition de la mission spatiale Explorer 1. Toutefois, en raison d'une défaillance du lanceur Juno 1 lors du lancement, le véhicule spatial n'atteint pas l'orbite.
Explorer 2 est lancé à partir de l'aire de lancement LC-26A de la base de lancement de Cap Canaveral, en Floride, le 5 mars 1958 à 18 h 28 GMT, par un lanceur Juno I. Le Juno 1 a pour origines le projet Orbiter de l'armée des États-Unis (US Army) en 1954. Le projet est annulé en 1955, lorsqu'il est décidé de procéder avec le programme Vanguard.
À la suite du lancement du satellite soviétique Spoutnik 2 le 3 novembre 1957, il est demandé à l'Army Ballistic Missile Agency (ABMA) de procéder au lancement d'un satellite utilisant la variante à quatre étages Juno 1 du missile Jupiter-C à trois étages, qui a déjà fait l'objet d'essais en vol lors d'essais de rentrée du cône de nez pour le missile balistique à portée intermédiaire PGM-19 Jupiter. En travaillant en étroite collaboration, l'ABMA et le Jet Propulsion Laboratory (JPL) achèvent le travail de modification du Jupiter-C et construisent le satellite Explorer 1 en 84 jours.

## Conception
Explorer 2 est équipé d'un compteur Geiger pour détecter le rayonnement cosmique. Après Explorer 3, il est prouvé que le compteur Geiger original était submergé par un puissant rayonnement provenant d'une ceinture de particules chargées piégées dans l'espace par le champ magnétique terrestre, la ceinture de Van Allen. Explorer 2 est également équipé d'un réseau de grilles métalliques et d'un détecteur acoustique aux fins de détection des micrométéorites.

## Résultats
Explorer 2 ne réussit pas à atteindre l'orbite après un dysfonctionnement du lanceur Juno I qui empêche le quatrième étage de s'allumer.